# Чанчибадзе Порфирій Георгійович
Порфирій Георгійович Чанчибадзе (груз. პორფილე გიორგის ძე ჩანჩიბაძე; 26 грудня 1901, місто Озургеті, тепер Грузія — 14 березня 1950, місто Москва, тепер Російська Федерація) — радянський воєначальник, Герой Радянського Союзу (1945). У роки німецько-радянської війни командував стрілецькою дивізією, пізніше гвардійським стрілецьким корпусом, а з червня 1944 року командувач 2-ї гвардійської армії, генерал-полковник (1945). Депутат Верховної Ради СРСР 2-го скликання.

## Біографія
Народився 26 грудня 1901 року в родині робітника. Навчався в чоловічій гімназії, закінчив 7 класів.
У РСЧА з жовтня 1921 року. 1922 року закінчив Грузинську об'єднану військову школу червоних командирів у Тифлісі (Тбілісі), після чого служив у 2-му Грузинському стрілецькому полку 1-ї Грузинської стрілецької дивізії командиром взводу, з серпня 1924 року — командиром роти. У 1927 році завершив навчання на повторних курсах удосконалення командного складу в Ташкенті. З вересня 1927 року — помічник начальника штабу 2-го Грузинського стрілецького полку. Член ВКП(б) з 1930 року.
З жовтня 1930 року — помічник начальника штабу 9-го колгоспного стрілецького полку 3-ї колгоспної стрілецької дивізії Особливої Червонопрапорної Далекосхідної армії, з квітня 1932 року командував у тому ж полку батальйоном. З липня 1932 року — командир батальйону в 69-й стрілецькій дивізії 18-го стрілецького корпусу Особливої Червонопрапорної Далекосхідної армії, потім служив командиром 206-го стрілецького полку та командиром 207-го стрілецького полку. У 1940 році закінчив заочно два курси Військової академії РСЧА імені Фрунзе та Вищі стрілецько-тактичні курси удосконалення комскладу піхоти «Постріл». З липня 1940 року — командир 120-го стрілецького полку Далекому Сході.
На фронтах Німецько-радянської війни з червня 1941 року. 31 серпня 1941 року Чанчибадзе призначений командиром 107-ї мотострілецької дивізії 30-ї армії Західного та Калінінського фронтів. У 1942 році за мужність та героїзм бійців та командирів 107-ій дивізії було присвоєно найменування 2-га гвардійська мотострілецька дивізія. У листопаді 1942 року Чанчибадзе прийняв командування 13-м гвардійським стрілецьким корпусом 2-ї гвардійської армії, на чолі якого воював на Сталінградському, Південному, 4-му Українському фронтах. З червня 1944 року — командувач 2-ї гвардійської армії, яка входила до складу 2-го Прибалтійського, а потім 3-го Білоруського фронтів.
Указом Президії Верховної Ради СРСР від 19 квітня 1945 року генерал-лейтенанту Чанчибадзе Порфирію Георгійовичу присвоєно звання Героя Радянського Союзу з врученням ордена Леніна та медалі «Золота Зірка». 24 червня 1945 року П. Чанчибадзе брав участь у Параді Перемоги на Червоній площі Москви.
Після розформування 2-ї гвардійської армії з вересня 1945 року був у розпорядженні Головного управління кадрів Народного комісаріату оборони СРСР. З березня 1946 року командував 11-м стрілецьким корпусом у Московському військовому окрузі. У 1948 році закінчив Вищі академічні курси при Вищій військовій академії імені Ворошилова. З червня 1948 року — командир 13-го гвардійського стрілецького корпусу Горьковського військового округу.
Помер 14 березня 1950 року в Москві. Похований в Москві на Новодівичому кладовищі.

## Військові звання
Генерал-майор (13.05.1942).
Генерал-лейтенант (25.09.1943).
Генерал-полковник (2.07.1945).

## Нагороди та вшанування пам'яті
19 квітня 1945 року отримав звання Героя Радянського Союзу за вміле керівництво військами.
Також нагороджений також орденами та медалями:
- двома орденами Леніна (19.04.1945,)
- трьома орденами Червоного Прапора (1936, 2.01.1942, 3.11.1944)
- орденом Суворова 1-го ступеня (16.05.1944)
- орденом Суворова 2-го ступеня (14.02.1943)
- орденом Кутузова 2-го ступеня (17.09.1943)
- орденом Богдана Хмельницького 2-го ступеня (19.03.1943)
- орденом Червоної Зірки (1942)
- медаллю «За оборону Сталінграда»
- медаллю «XX років Робітничо-Селянській Червоній Армії»

Генерал-полковнику Порфирію Георгійовичу Чанчибадзе встановлені бюсти в містах Тбілісі та Озургеті. Його ім'ям названа вулиця в Кутаїсі.